# 贡博什·尚多尔
贡博什·尚多尔（匈牙利語：Gombos Sándor，1895年12月4日—1968年1月27日），匈牙利男子击剑运动员。他曾获得1928年夏季奥运会击剑比赛男子佩剑团体金牌。他于1997年入选国际犹太人体育名人堂。